# とん税
とん税（とんぜい、英: tonnage tax）とは、とん税法（昭和32年3月31日法律第37号）に基づいて、外国貿易船の開港への入港に対して課される日本の租税。港湾施設などの行政サービスを受けることに対する応益的な税とも解されるが、特定財源でもなく港湾予算との関連は薄い。ただし、応益税の解釈には「行政サービスの受益者に対する課税」と、「物に着目して課税する物税」とがあり、後者の意味では応益税である。不開港への入港については、とん税は課されないが、不開港入港手数料が関税法第100条第1項の規定により納付の必要があり、その額はとん税と特別とん税の合計と同じ水準である。

## 概要
古い表記は噸税であるが、「噸」の字が当用漢字・常用漢字でないことから、「とん税」という表記が法令・公用文の正式な表記である（国税犯則取締法第1条第1項には「噸税」の表記が長らく残っていたが、同法は2018年（平成30年）4月1日に廃止された）。
とん税の納税義務者は、外国貿易船の船長であるが、税関長の承認を受けた場合には、代行者や運航者が納税義務者となることもできる。ただし代行者や運航者が納税義務者となる事例はほとんどない。
とん税の課税標準は、外国貿易船の純トン数であり、税率は、次のとおりである。
1. 開港への入港ごとに納付する場合　純トン数1トンまでごとに16円
2. 開港ごとに1年分を一時に納付する場合　純トン数1トンまでごとに48円

令和2年度（2020年度）の改正により、2020年（令和2年）10月1日以降当分の間、外貿コンテナ貨物定期船のうち、国際基幹航路に就航する外国貿易船が国際戦略港湾に入港する場合の1年分を一時に納付する場合の税率を半額の純トン数1トンまでごとに24円とする特例が創設された。
とん税と特別とん税は、別の税であるが、課税標準等が同じであり、端数計算においては、とん税と特別とん税は、一の税目として扱われる。また延滞税の計算についてもとん税と特別とん税の合算額で計算する。
現行とん税法の前身は、1899年（明治32年）3月24日に公布、同年8月4日に施行された噸税法（明治32年法律第88号）である。

## 税収の推移
財務省の統計を参照（単位:100万円。単位未満切捨て）。決算ベース。
- 令和 4年度 09,590
- 令和 3年度 09,368
- 令和 2年度 09,190
- 令和元年度 10,170
- 平成30年度10,255
- 平成29年度  9,875
- 平成28年度  9,839
- 平成27年度  9,914
- 平成26年度  9,989
- 平成25年度  9,972
- 平成24年度  9,829
- 平成23年度  9,681
- 平成22年度  9,512
- 平成21年度  8,851
- 平成20年度  9,427
- 平成19年度  9,645
- 平成18年度  9,306
- 平成17年度  9,116
- 平成16年度  9,036
- 平成16年度  9,036
- 平成15年度  8,809
- 平成14年度  8,725
- 平成13年度  8,557
- 平成12年度  8,843
- 平成11年度  8,705
- 平成10年度  8,557
- 平成9年度   9,206